# Får

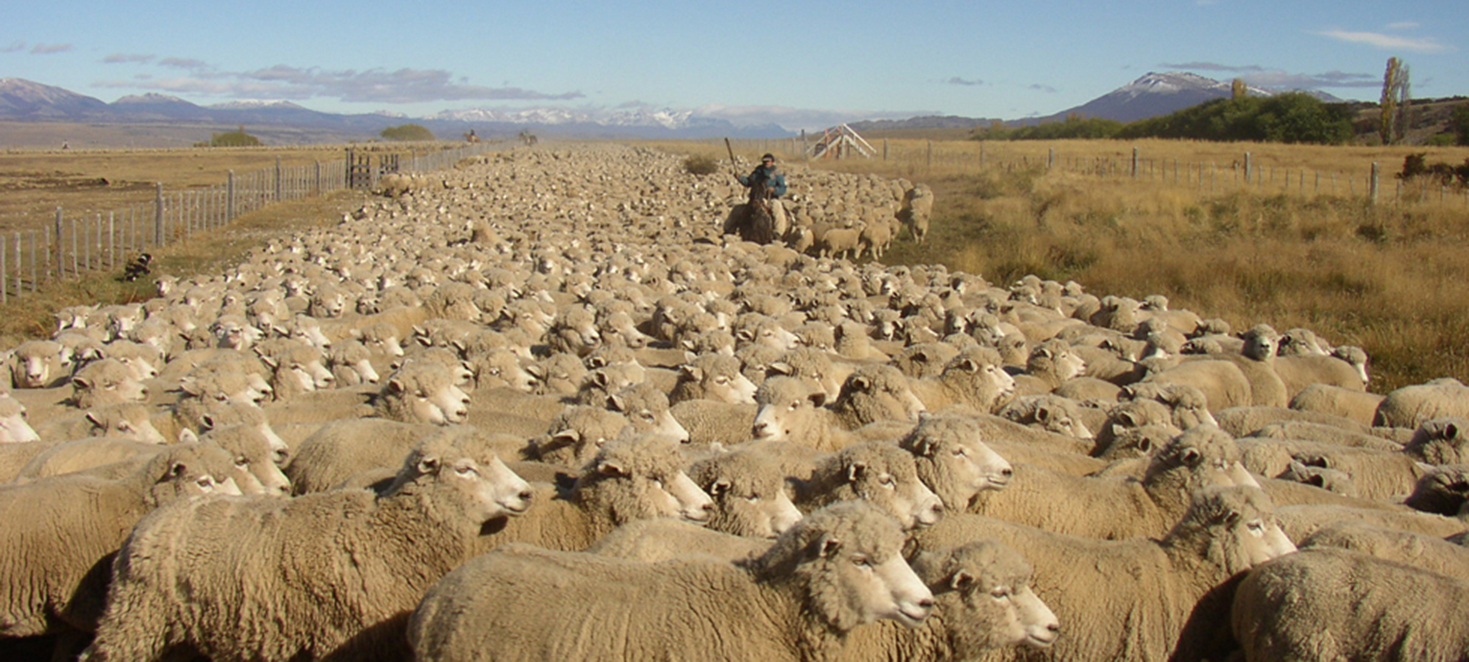
Får i Patagonien, Argentina

Får (Ovis) är ett släkte idisslare och förekommer med flera vilda arter. Fårhonan kallas tacka, regionalt även sö(d), hanen bagge, bäse, gumse eller vädur – en kastrerad bagge kallas hammel – och ungarna kallas lamm.

## Kännetecken
Får skiljer sig från sina släktingar getterna genom frånvaron av skägg, grövre kroppsbyggnad och genom närvaron av tårsäckar samt genom körtlar mellan klövarna. Även om dessa kännetecken gäller för de flesta arter finns några former som saknar en eller annan av dessa. Både han- och hondjur av vildfår är behornade, hannarna (baggarna) kan ha ytterst imponerande horn, Den asiatiska rasen urial får upp till en meter långa horn, den största vilda arten argali (Ovis ammon) ännu större. Honorna (tackorna) har betydligt mindre horn. Baggens horn är oftast kraftiga och starkt vridna medan tackornas är lättare bakåtböjda. Hårbeklädnaden består hos de utegående arterna av grova stickelhår, mellan vilka det under hösten utvecklas ullhår, som skyddar mot kyla och blåst. Hos hannarna finns ofta en man vid halsen. Pälsens färg varierar mellan vitaktig och mörkbrun och byts ofta under årets lopp.
Vilda fårarter når en kroppslängd mellan 1,2 och 1,8 meter och därtill kommer en 7 till 15 centimeter lång svans. Mankhöjden ligger mellan 65 och 125 centimeter och vikten mellan 20 och 200 kilogram. Hannar är tydligt större än honor.

## Utbredning och habitat
Ursprungliga arter av vildfår finns idag i östra Asien, samt i Nordamerika och Nordafrika. I Europa lever den europeiska mufflon vilt på Korsika och Sardinien, men det har varit under diskussion om denna i själva verket är införd av människan under stenåldern som något av de allra första tamfåren. Alla andra europeiska fårarter dog ut för 3 000 år sedan, de sista på Balkan. De flesta fåren lever i bergsregioner men det finns även populationer, till exempel en grupp av tjockhornsfår, som förekommer i öknar.
På Gotland kallas får för lamm, och deras ungar för lammungar.

## Levnadssätt
Får är vanligen aktiva på dagen men ibland vilar de under dagens hetaste timmar och letar därför föda under natten. Honor lever tillsammans med sina ungdjur i grupper som ibland förenar sig till större hjordar. Hannar är utanför parningstiden skilda från honorna och lever ensamma eller i egna grupper. I dessa grupper finns en hierarki som i regel är beroende på hornens storlek och individernas ålder. Har två hannar ungefär lika stora horn utkämpas strider om rangordningen.
Får är växtätare och livnär sig främst på gräs, halvgräs och örter. Dessutom ingår några blad i födan.

### Fortplantning
Parningstiden sammanfaller vanligen med hösten och tidiga vintern. Hos den population av tjockhornsfår som lever i öknar börjar parningen redan i juli. Efter dräktigheten som varar i fem till nio månader föder honan ett till fem lamm. De arter som lever i Nordamerika föder normalt bara ett lamm, men hos asiatiska arter förekommer flera lamm åt gången. Lammen lär sig normalt att stå redan inom en timme efter födseln för att sedan kunna följa med sin mamma och resten av flocken.
Det tar 4 till 6 månader innan honan slutar att ge di (värdet för tjockhornsfår). Honor blir tidigast efter 10 månader könsmogna men de flesta honor har den första framgångsrika parningen när de är två eller tre år gamla. Hos unga hannar sker den första parningen sällan innan de är sju år gamla på grund av att de måste uppnå en högre position i hierarkin. När flockens alfahanne dör kan de para sig tidigare.

## Får och människan

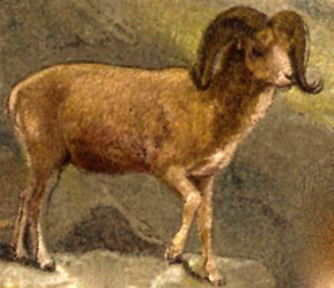
Argali är en av de vilda arter som är hotad på grund av människan.

### Användning
Tamfåret är ett av de äldsta husdjuren och domesticerades för 9 000 till 11 000 år sedan, med början i Iran och Irak. Fåret domesticerades för köttets, skinnets och mjölkens skull. Av mjölken tillverkas ost och i många länder är detta en viktig mejeriprodukt. Ulliga får, som de som finns idag, utvecklades först efter flera tusen års domesticisering.[källa behövs]
Vilka tamfårets vilda förfäder är, är omdiskuterat men troligen är den orientaliska mufflonen eller en av mufflonfårets anfäder ursprungsart. På grund av jakt för hornens skull och konkurrens från tamfåret är flera vilda arter hotade. IUCN listar arten argali som nära hotad.

### Folktro
Fåren har en framträdande roll i svensk folktro. Den som var framgångsrik i sin fårhållning sades ha fårlycka, men denna kunde lätt förloras. Bytte man ull med någon som visade sig vara trollkunnig kunde man förlora sin fårlycka. Vid försäljning av ull var det viktigt att när affären var avklarad ta tillbaka en liten lock av ullen. Det betydde otur att låna ut sin ullsax. I Östergötland var det sed att bonden skulle svära så mycket som möjligt åt fåren, för då trivdes de och fårlyckan ökade.
Fåren klipptes vanligen på våren och på hösten. Det skulle ske vid nymåne, vilket var en garanti för att det skulle bli rikligt med ull nästa gång. Vid klippningen skulle man inte klippa av all ull, utan spara en ulltofs för återväxtens skull. Folk trodde att livskraften satt i ullen och därför var man tvungen att på detta sätt visa för fåren att man inte ville dem ont med klippningen. I Mora skulle man vid klippningen låta tackan nosa på en ulltapp och samtidigt säga: ”Nosa på! Inte maktstjäler jag dej! Löp efter ulla och inte efter trulla! Kom tillbaks om hösten, luden och lammstinn!” I Tanum fick fåren höra ramsan: ”Må väl och trivs till nästa år! Kom igen med son och dotter vid ditt lår!”

## Systematik
Får räknas till familjen slidhornsdjur och placeras där i underfamiljen Caprinae. Tidigare antogs att fårens närmaste släktingar finns i släktet getter (Capra) men nyare forskningsresultat motsätter sig denna teori. Till exempel är får enligt en studie från 1998 som undersökte proteingruppen cytochrom b (en sort transmembranproteiner) närmast släkt med oxgemsen (Budorcas taxicolor). Andra genetiska och morfologiska undersökningar hade avvikande resultat. Antalet arter är omstridd. Grubb (2005) delar släktet i följande fem arter:
SLÄKTE OVIS
- Undersläkte Ovis
  - Ovis orientalis är en art som delas upp i flera underarter fördelad på två grupper. Tamfåret utvecklades ur denna art.
    - orientalis–gruppen (mufflonfår)
    - vignei–gruppen (urialfår)

  - Argali (Ovis ammon) är världens största fårart och lever i Centralasien.
- Undersläkte Pachyceros
  - Sibiriskt snöfår (Ovis nivicola) förekommer i norra Sibirien.
  - Amerikanskt snöfår (Ovis dalli) finns i nordvästra Nordamerika.
  - Tjockhornsfår (Ovis canadensis) lever i västra Nordamerika.

Blåfåret och ytterligare en art tillhör inte släktet Ovis utan släktet Pseudois.